# Astrothrombus rugosus
Astrothrombus rugosus är en ormstjärneart som beskrevs av Hubert Lyman Clark 1909. Astrothrombus rugosus ingår i släktet Astrothrombus och familjen medusahuvuden. Inga underarter finns listade i Catalogue of Life.